# Calcata
Calcata is een gemeente in de Italiaanse provincie Viterbo (regio Latium) en telt 895 inwoners (31-12-2004). De oppervlakte bedraagt 7,7 km², de bevolkingsdichtheid is 110,30 inwoners per km².

## Demografie
Calcata telt ongeveer 417 huishoudens. Het aantal inwoners daalde in de periode 1991-2001 met 4,5% volgens cijfers uit de tienjaarlijkse volkstellingen van ISTAT.

## De verdwenen relikwie
De door Karel de Grote in het jaar 800 aan de paus geschonken voorhuid van Jezus werd eeuwenlang in de kerk van Calacata bewaard en vereerd. De relikwie zou in 1524 aan de dorpskerk zijn geschonken na de sacco di Roma, de plunderingen door Duitse huursoldaten. Deze voorhuid van Jezus Christus is in 1984 verdwenen. Sindsdien wordt de jaarlijkse processie op nieuwjaarsdag afgelast.
| Jaar | Inwoneraantal |
| ---- | ------------- |
| 1991 | 886           |
| 2001 | 846           |

## Geografie
De gemeente ligt op ongeveer 172 m boven zeeniveau.
Calcata grenst aan de volgende gemeenten: Faleria, Magliano Romano (RM), Mazzano Romano (RM), Rignano Flaminio (RM).

## Externe link

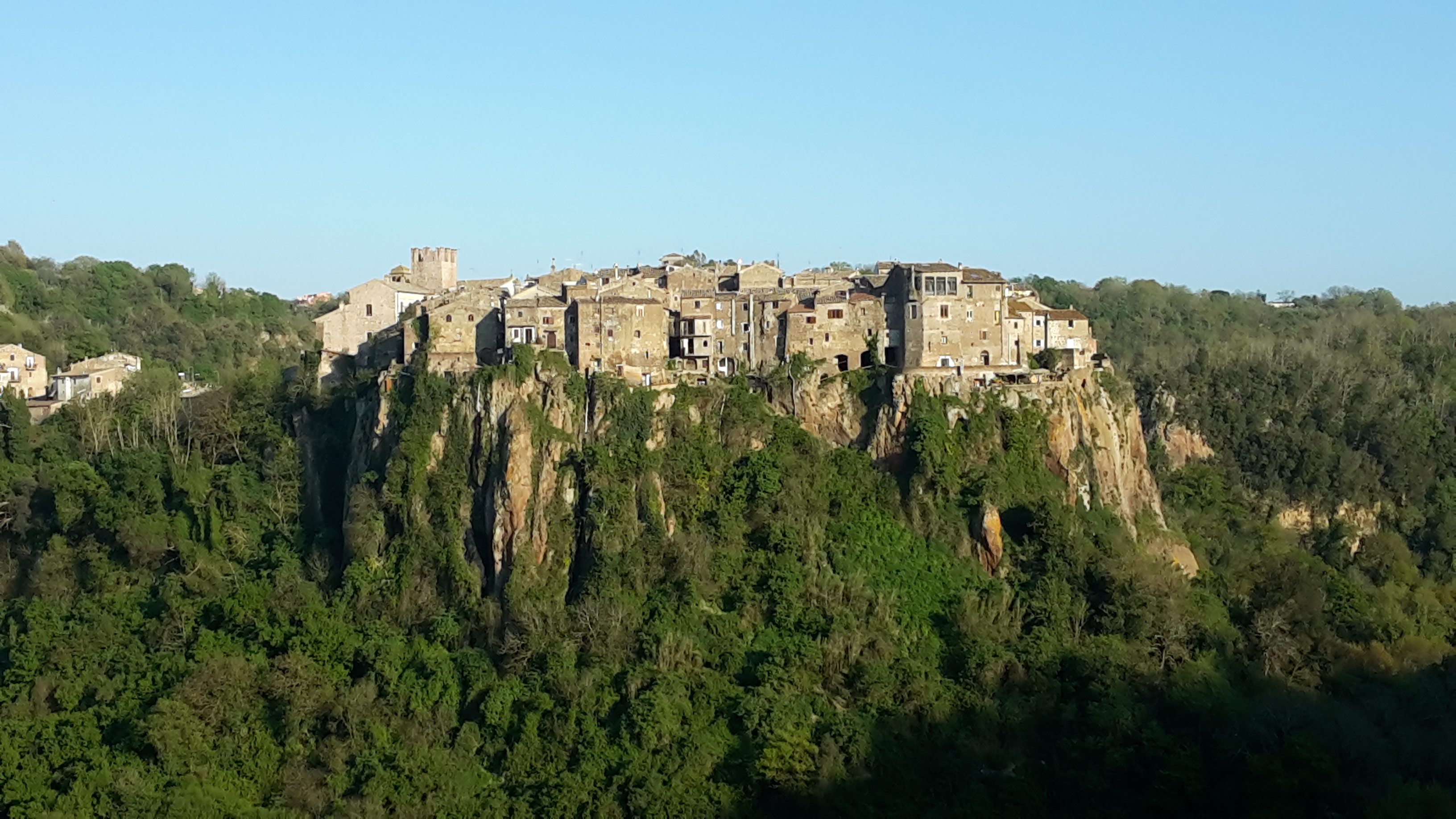
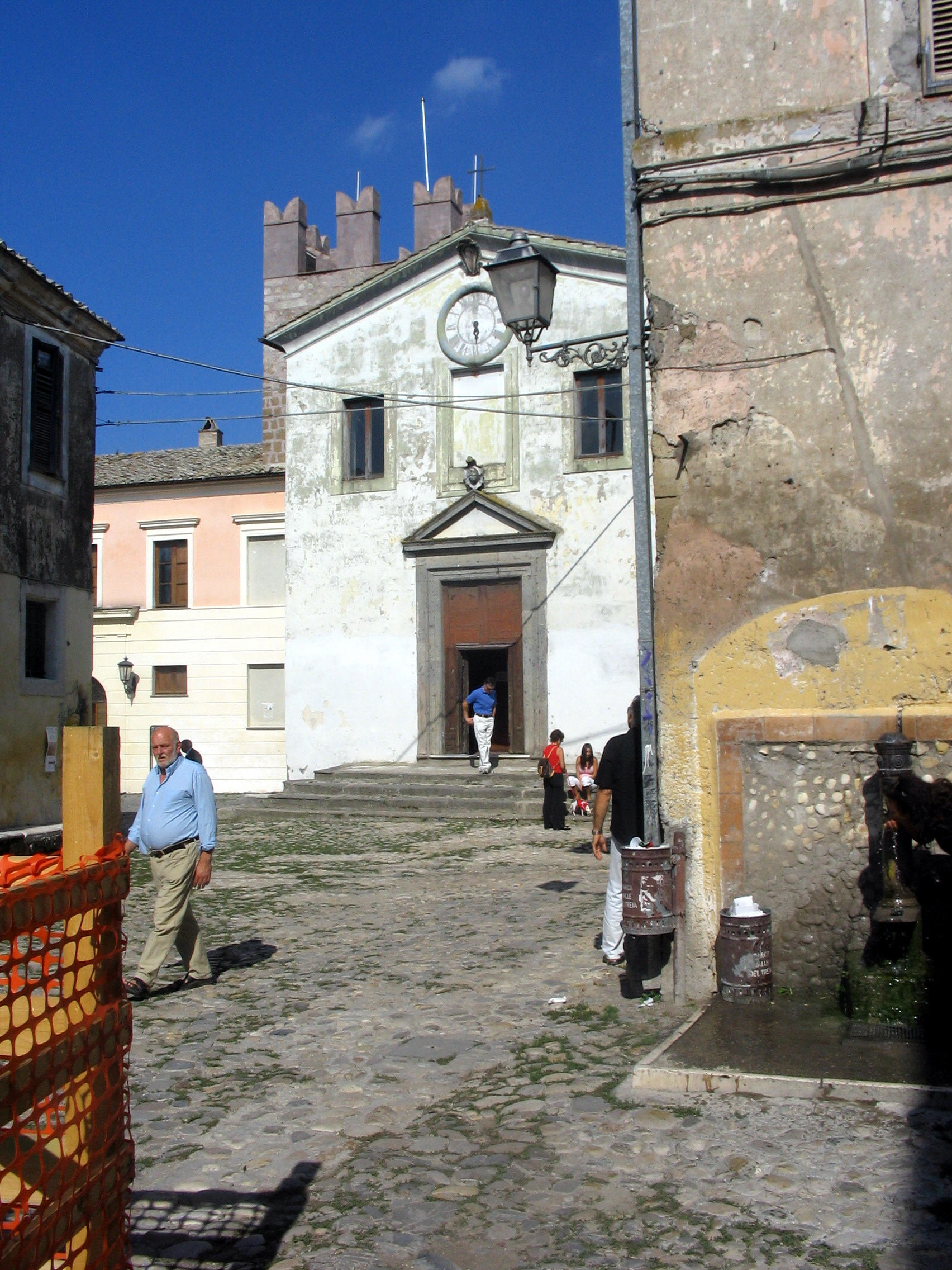
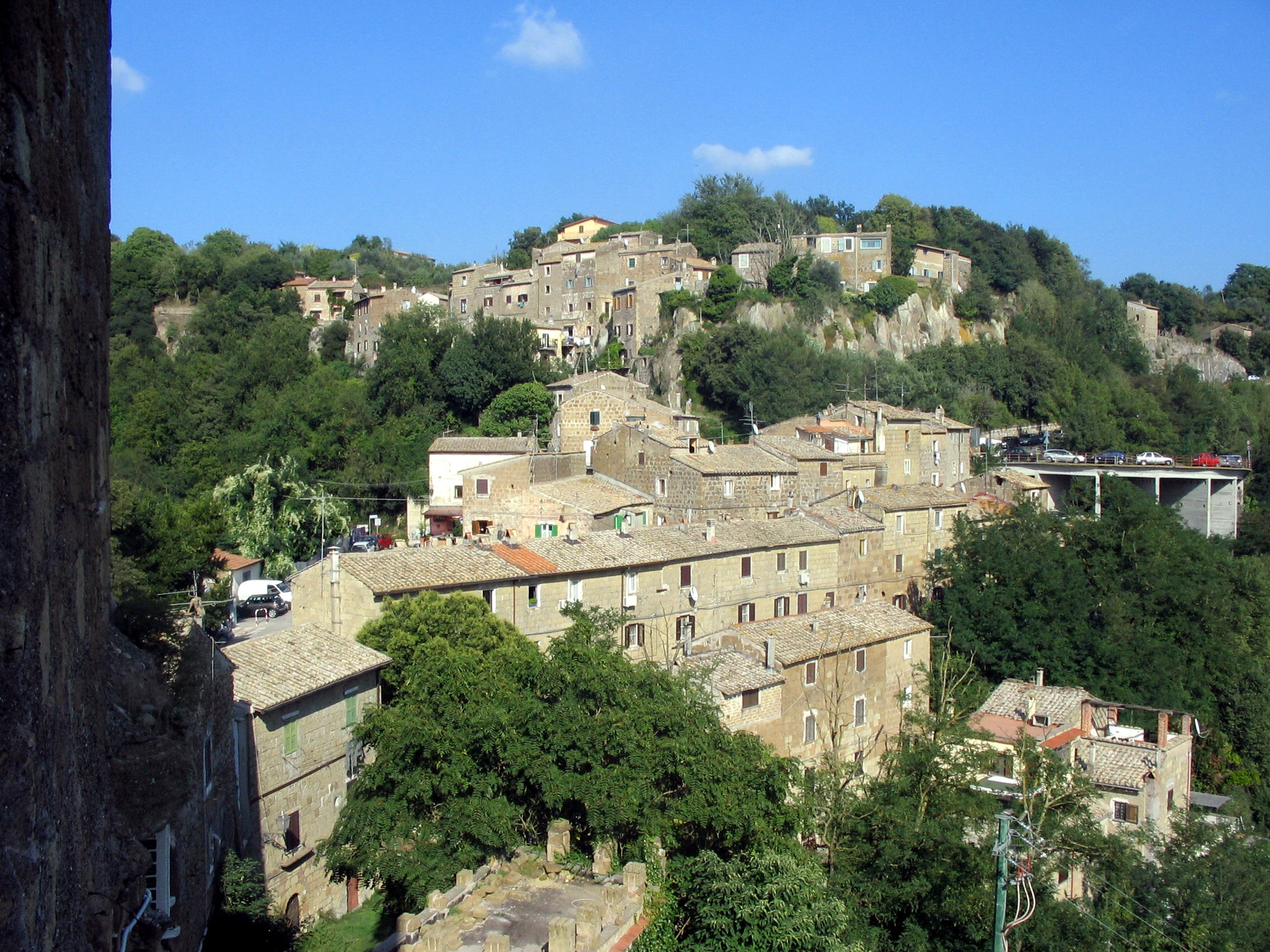